# Xavier Vallès
Xavier Vallès Trias, ismertebb nevén Xavi Vallès (Sabadell, 1979. szeptember 4. –) világbajnoki ezüst- (2009) és bronzérmes (2007), emellett Európa-bajnoki bronzérmes (2006) spanyol válogatott vízilabdázó, bekk. A 2013-as barcelonai világbajnokság után visszavonult az aktív sportolástól.